# 鳞皮冷杉
鳞皮冷杉（学名：Abies squamata）为松科冷杉属的植物，是中国的特有植物。分布在中国大陆的青海、西藏、阿坝、四川：甘孜等地，生长于海拔2,700米至4,600米的地区，见于山谷或阴坡，目前已由人工引种栽培。

## 别名
鳞皮枞（中国祼子植物志）